# Пузур-Іштар
Пузур-Іштар (аккад. 𒆃𒊭𒁹𒁯; д/н — бл. 2025 до н. е.) — лугаль (володар) Третього царства Марі близько 2050—2025 років до н. е.

## Життєпис
Походив з династії шаканаку. Син Тура-Дагана. Точно невідомо чи батько пузур-Іштара або він сам відновив титулювання як лугаля. При цьому зберігав посаду шаканаку. Останнє свідчить про збереження номінальної залежності від Третьої династії Ура, царі якого зверталися до пузур-Іштара як до шаканаку. У відносинах в середині держави використвоував титул лугаль. Про це свідчить зображення Пузур-Іштара у горатій шапці, що може свідчить про теократичний характер його влади, а тому незалежніий від сусідів.
Зміцненню влади сприяло призначення його брата Мілага на значну жрецьку посаду. На цей час приходить початок піднесення мистецтва, що відбулося в архітектурі й скульптурі. Прикладом є власні скульптури Пузур-Іштара, що за якістю відповідають скупльтурі Вавилона і Ура. Одна зберігається в берлінському Музеї Передньої Азії.
Панував 25 років. За його володарювання аморейські вожді набули значної переваги, активно стали спливати на політику Марі. Йому спадкували послідовно сини Гітлал-Ерра і Ганун-Даган.